# Liste der Weltcuporte im Biathlon
Die Liste der Weltcuporte im Biathlon listet die mehr als fünfzig unterschiedlichen Veranstaltungsorte auf, die seit 1977 Wettkämpfe im Biathlon-Weltcup ausgetragen haben.

## Entwicklung
In den Anfangsjahren wechselten die Veranstaltungsorte noch oft, lediglich Antholz und Ruhpolding waren schon damals und sind noch heute regelmäßige Gastgeber von Weltcuprennen. In den 1970er und 1980er Jahren wurde für Biathlonrennen noch oft militärische Infrastruktur genutzt, insbesondere weil viele Langlaufstadien zu dieser Zeit nicht über einen entsprechenden Schießstand verfügten. Nach der Umstellung auf ein kleineres Kaliber und standardisierte Anforderungen des Weltverbands an die Ausrichter ging die Zahl der Veranstaltungsorte stark zurück. Heute sind es gut ein Dutzend Orte, die regelmäßig Weltcuprennen veranstalten.

## Veranstaltungsorte bis 1990
In den Anfangsjahren des Biathlon-Weltcups folgten die Veranstaltungen noch keinem festen Muster wie heute. Das Zuschauerinteresse bei dieser noch recht jungen Wintersportart hielt sich anfangs in Grenzen, weshalb damals viele Orte in der Lage waren, Rennen im Rahmen des Weltcups zu veranstalten. Damals reichte ein Schießstand, eine Loipe und ein wenig Platz für Zuschauer, Organisationskomitee und Wettkampfleitung. Ruhpolding und Antholz waren jedoch damals schon fester Bestandteil des Wettkampfkalenders. Viele weitere Weltcups wurden in Norwegen, Schweden und Finnland ausgetragen.
| Land             | Ort                   | 77/78 | 78/79 | 79/80 | 80/81 | 81/82 | 82/83 | 83/84 | 84/85 | 85/86 | 86/87 | 87/88 | 88/89 | 89/90 |
| ---------------- | --------------------- | ----- | ----- | ----- | ----- | ----- | ----- | ----- | ----- | ----- | ----- | ----- | ----- | ----- |
| Frankreich       | Albertville           |       |       |       |       |       |       |       |       |       |       |       | ●     |       |
| Italien          | Antholz               | ●     | ●     | ●     | ●     | ●     | WM    |       | ●     | ●     | ●     | ●     |       | ●     |
| Norwegen         | Bardufoss             |       | ●     |       |       |       |       |       |       |       |       |       |       |       |
| Schweden         | Boden                 |       |       |       |       |       |       |       |       | ●     |       |       |       |       |
| Bulgarien        | Borowez               |       |       |       |       |       |       |       |       |       | ●     |       | ●     |       |
| Kanada           | Canmore               |       |       |       |       |       |       |       |       |       | ●     |       |       |       |
| Schweiz          | Egg am Etzel          |       |       |       |       | ●     |       |       |       |       |       |       |       |       |
| Schweden         | Falun                 |       |       |       |       |       |       | ●     |       |       |       |       |       |       |
| Österreich       | Feistritz an der Drau |       |       |       |       |       |       |       |       | ●     |       |       |       |       |
| Finnland         | Hämeenlinna           |       |       |       |       |       |       |       |       |       |       |       | ●     |       |
| Schweden         | Hedenäset             |       |       | ●     | ●     |       |       |       |       |       |       |       |       |       |
| Österreich       | Hochfilzen            | WM    |       |       |       |       |       |       |       |       | ●     | ●     |       |       |
| Tschechoslowakei | Jáchymov              |       | ●     |       | ●     |       |       |       |       |       |       |       |       |       |
| Finnland         | Jyväskylä             |       |       |       |       |       |       |       |       |       |       | ●     |       |       |
| Finnland         | Kontiolahti           |       |       |       |       |       |       |       |       |       |       |       |       | ●     |
| Finnland         | Lahti                 |       |       | ●     | WM    | ●     | ●     |       | ●     |       |       |       |       |       |
| Norwegen         | Lillehammer           |       |       |       |       |       |       |       |       |       | ●     |       |       |       |
| Sowjetunion      | Minsk-Raubitschy      |       |       |       |       | WM    |       |       |       |       |       |       |       | WM    |
| Sowjetunion      | Murmansk              | ●     |       | ●     |       |       |       |       |       |       |       |       |       |       |
| DDR              | Oberhof               |       |       |       |       |       |       | ●     | ●     |       |       |       |       |       |
| Österreich       | Obertauern            |       |       |       |       |       |       |       |       |       | ●     |       |       | ●     |
| Norwegen         | Oslo                  |       |       |       |       |       | ●     | ●     | ●     |       |       | ●     |       | ●     |
| Schweden         | Östersund             |       |       |       |       |       |       |       |       |       |       |       | ●     |       |
| Schweiz          | Pontresina            |       |       |       |       |       |       | ●     |       |       |       |       |       |       |
| Deutschland      | Ruhpolding            | ●     | WM    | ●     | ●     | ●     | ●     | ●     |       |       | ●     | ●     | ●     | ●     |
| Finnland         | Sodankylä             | ●     | ●     |       |       |       |       |       |       |       |       |       |       |       |
| Norwegen         | Steinkjer             |       |       |       |       |       |       |       |       |       |       |       | ●     |       |
| Österreich       | Walchsee              |       |       |       |       |       |       |       |       |       |       |       |       | ●     |

### Verschobene Wettkämpfe
In der Saison 1982/83 konnten die Wettkämpfe aufgrund von Schneemangel nicht in Oberhof stattfinden. Diese wurden dann nach Antholz verlegt, wo eine Woche später auch die Weltmeisterschaften stattfanden.
Die Rennen der Weltmeisterschaften 1990 wurden zum großen Teil in Oslo nachgeholt, da in Minsk nicht genug Schnee vorhanden war. Die Herrenstaffel konnte dann, wegen Nebels, in Oslo nicht beendet werden und wurde in Kontiolahti nachgeholt.

## Veranstaltungsorte bis 2000
Bis zur Jahrtausendwende veränderte sich der Wettkampfkalender in einigen Details. Es wurden keine Wettkämpfe mehr in der Schweiz durchgeführt und auch in Ländern wie Österreich, Norwegen, Schweden und Finnland reduzierte sich die Zahl der unterschiedlichen Austragungsorte. Dafür veranstalteten andere Länder wie die Vereinigten Staaten in Lake Placid, die Slowakei in Brezno-Osrblie sowie Slowenien auf der Pokljuka-Hochebene in der Nähe von Bled mehrere Weltcups.
Weiterhin wurden im Jahr vor Biathlon-Weltmeisterschaften oder Olympischen Winterspielen Weltcuprennen am zukünftigen Veranstaltungsort ausgetragen. Die meisten Großereignisse waren bis Mitte der 1990er Jahre jedoch kein Bestandteil des Weltcups, die Ergebnisse flossen deshalb nicht in die Weltcupwertungen mit ein.
| Land               | Ort                   | 90/91 | 91/92 | 92/93 | 93/94 | 94/95 | 95/96 | 96/97 | 97/98 | 98/99 | 99/00 |
| ------------------ | --------------------- | ----- | ----- | ----- | ----- | ----- | ----- | ----- | ----- | ----- | ----- |
| Frankreich         | Albertville           | ●     |       |       |       |       |       |       |       |       |       |
| Italien            | Antholz               | ●     | ●     | ●     | ●     | WM    | ●     | ●     | ●     | ●     | ●     |
| Österreich         | Bad Gastein           |       |       |       | ●     | ●     |       |       |       |       |       |
| Slowakei           | Brezno-Osrblie        |       |       |       |       |       | ●     | WM    |       | ●     | ●     |
| Kanada             | Canmore               | ●     |       |       | ●     |       |       |       |       |       |       |
| Russland           | Chanty-Mansijsk       |       |       |       |       |       |       |       |       |       | ●     |
| Norwegen           | Fagernes              |       | ●     |       |       |       |       |       |       |       |       |
| Kanada             | Hinton                |       |       |       | ●     |       |       |       |       |       |       |
| Österreich         | Hochfilzen            |       | ●     |       |       |       | ●     |       | ●     | ●     | ●     |
| Finnland           | Kontiolahti           |       |       | ●     |       |       |       |       | ●     | WM    |       |
| Finnland           | Lahti                 |       |       |       |       | ●     |       |       |       |       | ●     |
| Vereinigte Staaten | Lake Placid           |       |       |       |       |       |       |       |       | ●     |       |
| Norwegen           | Lillehammer           |       |       | ●     |       | ●     |       | ●     | ●     |       |       |
| Japan              | Nagano / Nozawa Onsen |       |       |       |       |       |       | ●     | OWG   |       |       |
| / Russland         | Nowosibirsk           |       | ●     |       |       |       |       | ●     |       |       |       |
| Deutschland        | Oberhof               | ●     |       | ●     |       | ●     |       | ●     |       | ●     | ●     |
| Norwegen           | Oslo                  | ●     | ●     |       |       |       | ●     | ●     |       | ●     | WM    |
| Schweden           | Östersund             |       |       | ●     |       |       | ●     | ●     | ●     |       | ●     |
| Slowenien          | Pokljuka              |       |       | ●     | ●     |       | ●     |       | ●     |       | ●     |
| Italien            | Ridnaun               |       |       | ●     |       |       |       |       |       |       |       |
| Deutschland        | Ruhpolding            | ●     | ●     |       | ●     | ●     | WM    | ●     | ●     | ●     | ●     |
| Kanada             | Valcartier            |       |       |       |       |       |       |       |       | ●     |       |

### Verschobene Wettkämpfe
In der Saison 1994/95 wurden die für Pokljuka geplanten Wettkämpfen wegen Schneemangels in Bad Gastein ausgerichtet. In Bad Gastein fand bereits in der Woche zuvor der Weltcupauftakt statt.
Aufgrund von großer Kälte von bis zu −25 °C in Kontiolahti konnten 1999 keine Weltmeister im Einzel und Massenstart in Kontiolahti ermittelt werden. Die Weltmeisterschaftsrennen wurden in Oslo nachgeholt.
Das Staffelrennen der Herren während der Weltmeisterschaften 2000 in Oslo wurde aufgrund von Nebel abgebrochen und in Lahti nachgeholt.

## Veranstaltungsorte bis 2010
Ab der Jahrtausendwende reduzierte sich die Anzahl der Veranstaltungsorte weiter. Trondheim und Beitostølen waren die letzten Orte, mit Ausnahme der Ausrichter von Olympischen Winterspielen, die über einen längeren Zeitraum nur einen Weltcup austrugen. Auch mehrere andere Orte verschwanden in diesen zehn Jahren aus dem Wettkampfkalender. Dazu gehörten die traditionsreichen Veranstaltungen in Lahti, Lake Placid sowie in Brezno-Osrblie, die bis heute keinen Weltcup mehr veranstaltet haben. Viele andere Orte, die auch aktuell in der Regel jährlich Weltcups veranstalten, haben sich in dieser Zeit etabliert. Beibehalten wurde jedoch die Regel, dass im Jahr vor Biathlonweltmeisterschaften und Olympischen Winterspielen grundsätzlich ein Weltcup auf den Strecken veranstaltet wird, die dann auch für die Wettkämpfe der Großereignisse verwendet werden. Eine Ausnahme bildeten dabei nur die Biathlon-Weltmeisterschaften 2003 im russischen Chanty-Mansijsk.
| Land               | Ort                             | 00/01 | 01/02 | 02/03 | 03/04 | 04/05 | 05/06 | 06/07 | 07/08 | 08/09 | 09/10 |
| ------------------ | ------------------------------- | ----- | ----- | ----- | ----- | ----- | ----- | ----- | ----- | ----- | ----- |
| Italien            | Antholz                         | ●     | ●     | ●     | ●     | ●     | ●     | WM    | ●     | ●     | ●     |
| Norwegen           | Beitostølen                     |       |       |       |       | ●     |       |       |       |       |       |
| Slowakei           | Brezno-Osrblie                  |       | ●     | ●     | ●     |       | ●     |       |       |       |       |
| Russland           | Chanty-Mansijsk                 |       |       | WM    |       | ●     |       | ●     | ●     | ●     | ●     |
| Vereinigte Staaten | Fort Kent                       |       |       |       | ●     |       |       |       |       |       |       |
| Österreich         | Hochfilzen                      |       | ●     |       | ●     | WM    | ●     | ●     | ●     | ●     | ●     |
| Finnland           | Kontiolahti                     |       |       |       | ●     |       | ●     |       | ●     |       | ●     |
| Finnland           | Lahti                           |       | ●     | ●     |       |       |       | ●     |       |       |       |
| Vereinigte Staaten | Lake Placid                     | ●     |       |       | ●     |       |       |       |       |       |       |
| Deutschland        | Oberhof                         | ●     | ●     | ●     | WM    | ●     | ●     | ●     | ●     | ●     | ●     |
| Norwegen           | Oslo                            | ●     | ●     | ●     | ●     | ●     | ●     | ●     | ●     |       | ●     |
| Schweden           | Östersund                       |       | ●     | ●     |       | ●     | ●     | ●     | WM    | ●     | ●     |
| Slowenien          | Pokljuka                        | WM    | ●     | ●     | ●     | ●     | ●     | ●     | ●     |       | ●     |
| Südkorea           | Pyeongchang                     |       |       |       |       |       |       |       | ●     | WM    |       |
| Deutschland        | Ruhpolding                      | ●     | ●     | ●     | ●     | ●     | ●     | ●     | ●     | ●     | ●     |
| Vereinigte Staaten | Salt Lake City / Soldier Hollow | ●     | OWG   |       |       |       |       |       |       |       |       |
| Norwegen           | Trondheim                       |       |       |       |       |       |       |       |       | ●     |       |
| Italien            | Turin / Cesana                  |       |       |       |       | ●     | OWG   |       |       |       |       |
| Kanada             | Vancouver / Whistler            |       |       |       |       |       |       |       |       | ●     | OWG   |

### Verschobene Wettkämpfe
In der Saison 2000/01 konnten die für Dezember in Hochfilzen, Pokljuka und Osrblie geplanten Wettkämpfe alle wegen Schneemangels nicht stattfinden. Als Ersatzausrichter fungierte für alle drei Orte Antholz, das dadurch drei Weltcups hintereinander ausrichtete. Mit den planmäßig im Januar stattfindenden Wettkämpfen veranstaltete Antholz insgesamt vier Weltcups in einer Saison.
Aufgrund des sehr milden Winters in der Saison 2006/07 hatte fast alle Veranstaltungsorte Schwierigkeiten ausreichend Schnee zur Verfügung zu stellen. Es mussten aber nur die Wettkämpfe in Osrblie nach Hochfilzen verlegt werden. Dadurch richtete Hochfilzen zwei Weltcups hintereinander aus.
Da in der Saison 2008/09 die Bauarbeiten für das neue Biathlonstadion auf der Pokljuka nicht rechtzeitig beendet werden konnten, fanden die Wettkämpfe, wie in der Woche zuvor, in Hochfilzen statt.
In der folgenden Saison gab es ähnliche Probleme wie im Jahr zuvor. Diesmal war das Stadion in Osrblie nicht rechtzeitig fertig, woraufhin die Wettkämpfe auf die Pokljuka-Hochebene verlegt wurden. Auf der Pokljuka sollten in dieser Saison eigentlich keine Wettkämpfe ausgetragen werden.

## Veranstaltungsorte bis 2020
Seit 2010 haben sich die Veranstaltungsorte für Biathlonweltcups kaum verändert und folgen in der Regel einem festen Muster. Den Anfang bilden drei Weltcups zwischen Ende November und Weihnachten. Östersund in Schweden ist meist der erste Austragungsort, da die Lage im Norden eine recht hohe Schneesicherheit bietet. Hochfilzen ist regelmäßig der zweite Austragungsort des Winters, Pokljuka, Nové Město na Moravě oder auch Annecy / Le Grand-Bornand vervollständigen den Wettkampfkalender. Nach dem Jahreswechsel folgen Oberhof, Ruhpolding und Antholz. Planmäßige Abweichungen bei diesen drei Weltcups gibt es nur, wenn einer dieser Orte Ausrichter der Biathlon-Weltmeisterschaften ist. Nach einer Wettkampfpause folgt das letzte Drittel des Weltcups sowie die Weltmeisterschaften. Kontiolahti, Oslo und Chanty-Mansijsk bildeten in der Regel die letzten Wettkämpfe des Winters. Kontiolahti war jedoch nicht jedes Jahr im Kalender, dieser Weltcup wurde des Öfteren dort veranstaltet, wo im folgenden Jahr die Weltmeisterschaften oder die Olympischen Spiele stattfanden, wie z. B. in der Saison 2012/13 in Sotschi. Im Winter 2015/16 wurden nach längerer Pause wieder Wettkämpfe nach Nordamerika vergeben. Das kanadische Canmore, wo bereits die Winterspiele 1988 ausgetragen wurden, sowie das US-amerikanische Presque Isle, wo der Biathlonweltcup bisher noch nie Station gemacht hat, waren die Veranstaltungsorte. Ab der Saison 2016/17 sollte Tjumen den russischen Austragungsort Chanty-Mansijsk für einen längeren Zeitraum im Wettkampfkalender ersetzen. Nach den Dopingenthüllungen des zweiten McLaren-Reports verzichtete der russische Biathlonverband auf die Ausrichtung der Wettkämpfe im März 2017. Im Winter 2017/18 fand in Tjumen das vorerst letzte Weltcuprennen in Russland statt. Ab der Saison 2018/19 suspendierte die IBU den russischen Biathlonverband, sodass seitdem keine Wettkämpfe mehr an Russland vergeben wurden.
| Land               | Ort                        | 10/11 | 11/12 | 12/13 | 13/14 | 14/15 | 15/16 | 16/17 | 17/18 | 18/19 | 19/20 |
| ------------------ | -------------------------- | ----- | ----- | ----- | ----- | ----- | ----- | ----- | ----- | ----- | ----- |
| Italien            | Antholz                    | ●     | ●     | ●     | ●     | ●     | ●     | ●     | ●     | ●     | WM    |
| Kanada             | Canmore                    |       |       |       |       |       | ●     |       |       | ●     |       |
| Russland           | Chanty-Mansijsk            | WM    | ●     | ●     |       | ●     | ●     |       |       |       |       |
| Vereinigte Staaten | Fort Kent                  | ●     |       |       |       |       |       |       |       |       |       |
| Österreich         | Hochfilzen                 | ●     | ●     | ●     | ●     | ●     | ●     | WM    | ●     | ●     | ●     |
| Finnland           | Kontiolahti                |       | ●     |       | ●     | WM    |       | ●     | ●     |       | ●     |
| Frankreich         | Le Grand-Bornand           |       |       |       | ●     |       |       |       | ●     |       | ●     |
| Tschechien         | Nové Město                 |       | ●     | WM    |       | ●     |       | ●     |       | ●     | ●     |
| Deutschland        | Oberhof                    | ●     | ●     | ●     | ●     | ●     |       | ●     | ●     | ●     | ●     |
| Norwegen           | Oslo                       | ●     | ●     | ●     | ●     | ●     | WM    | ●     | ●     | ●     |       |
| Schweden           | Östersund                  | ●     | ●     | ●     | ●     | ●     | ●     | ●     | ●     | WM    | ●     |
| Slowenien          | Pokljuka                   | ●     |       | ●     | ●     | ●     | ●     | ●     |       | ●     | ●     |
| Vereinigte Staaten | Presque Isle               | ●     |       |       |       |       | ●     |       |       |       |       |
| Südkorea           | Pyeongchang                |       |       |       |       |       |       | ●     |       |       |       |
| Deutschland        | Ruhpolding                 | ●     | WM    | ●     | ●     | ●     | ●     | ●     | ●     | ●     | ●     |
| Vereinigte Staaten | Soldier Hollow             |       |       |       |       |       |       |       |       | ●     |       |
| Russland           | Sotschi / Krasnaja Poljana |       |       | ●     | OWG 1 |       |       |       |       |       |       |
| Russland           | Tjumen                     |       |       |       |       |       |       |       | ●     |       |       |

### Verschobene und entfallene Wettkämpfe
Aufgrund von Schneemangel wurden in der Saison 2011/12 die Wettkämpfe, welche in Annecy-Le Grand-Bornand stattfinden sollten, in Hochfilzen ausgetragen. Dort fanden bereits in der Woche zuvor die Rennen des Weltcups statt.
In der Saison 2015/16 wurden die ursprünglich für Oberhof geplanten Wettkämpfe wegen Schneemangels kurzfristig nach Ruhpolding verlegt. Dort war neben genug Schnee auch die erforderliche Infrastruktur vorhanden, um eine Woche vor dem eigenen Weltcup auch die Veranstaltung von Oberhof zu übernehmen.
In der Saison 2016/17 gab der russische Biathlonverband die für Tjumen geplanten Wettkämpfe nach den Erkenntnissen aus dem zweiten McLaren-Reports freiwillig an die IBU zurück. Diese wurden dann an das finnische Kontiolahti vergeben.
Aufgrund der COVID-19-Pandemie wurden in der Saison 2019/20 die Wettkämpfe zum Saisonende in Oslo ersatzlos gestrichen.

## Veranstaltungsorte ab 2020
Wie bereits die Wettkämpfe der Olympischen Winterspiele, zählen seit der Saison 2022/23 auch die Weltmeisterschaftsrennen nicht mehr zum Weltcup. Erstmals wurden Wettkämpfe in Otepää und Lenzerheide ausgetragen.
| Land               | Ort              | 20/21 | 21/22 | 22/23 | 23/24 | 24/25 | 25/26 | 26/27 | 27/28 | 28/29 | 29/30 |
| ------------------ | ---------------- | ----- | ----- | ----- | ----- | ----- | ----- | ----- | ----- | ----- | ----- |
| Italien            | Antholz          | ●     | ●     | ●     | ●     | ●     |       | ●     | ●     | ●     | ●     |
| Kanada             | Canmore          |       |       |       | ●     |       |       |       |       | ●     |       |
| Österreich         | Hochfilzen       | ●●    | ●     | ●     | ●     | ●     | ●     | ●     |       | ●     | ●     |
| Finnland           | Kontiolahti      | ●●    | ●     | ●     |       | ●     |       | ●     | ●     |       |       |
| Frankreich         | Le Grand-Bornand |       | ●     | ●     |       | ●     | ●     | ●     |       | ●     |       |
| Schweiz            | Lenzerheide      |       |       |       | ●     |       |       |       | ●     |       | ●     |
| Tschechien         | Nové Město       | ●●    |       | ●     |       | ●     | ●     | ●     | ●     | ●     | ●     |
| Deutschland        | Oberhof          | ●●    | ●     |       | ●     | ●     | ●     | ●     | ●     | ●     | ●     |
| Norwegen           | Oslo             |       | ●     | ●     | ●     | ●     | ●     | ●     | ●     |       | ●     |
| Schweden           | Östersund        | ●     | ●●    | ●     | ●     |       | ●     | ●     | ●     | ●     | ●     |
| Estland            | Otepää           |       | ●     |       |       |       | ●     |       | ●     |       |       |
| Slowenien          | Pokljuka         | WM    |       | ●     |       | ●     |       | ●     |       | ●     | ●     |
| Deutschland        | Ruhpolding       |       | ●     | ●     | ●     | ●     | ●     | ●     | ●     | ●     | ●     |
| Vereinigte Staaten | Soldier Hollow   |       |       |       | ●     |       |       |       |       | ●     |       |

### Verschobene und entfallene Wettkämpfe
Aufgrund der COVID-19-Pandemie wurde der Weltcupkalender der Saison 2020/21 stark verändert. Um Reisetätigkeit zu vermeiden, sagte die IBU die Veranstaltungen in Östersund, Le Grand-Bornand und Ruhpolding bereits im Herbst 2020 ab. Stattdessen fanden jeweils zwei Wettkampfwochen hintereinander in Kontiolahti, Hochfilzen bzw. Oberhof statt, was die Anzahl der Austragungsorte im Vergleich zu den Vorjahren stark reduzierte. Anfang Februar 2021 musste das Weltcupfinale in Oslo abgesagt werden, als Ersatzausrichter fungierte Östersund. 
Aufgrund der Lage in Weißrussland ab 2020 verlegte die IBU den für März 2022 in Minsk-Raubitschy geplanten Weltcup im Mai 2021 nach Kontiolahti.

## Anforderungen
Die IBU definiert die Anforderungen an die Veranstalter für die Ausrichtung von Biathlon-Weltcups in den OC Guidelines.
Dort ist klar geregelt, was ein Ausrichter an Preisgeldern, kostenlosen Unterkünften, Organisatiospersonal, Helfern und vor allem Bauten zur Verfügung stellen muss. Während weltcuptaugliche Schießstände und Loipen an vielen Orten vorhanden sind, sind es vor allem die hohen Kosten für die Errichtung und die Instandhaltung der Funktionsgebäude, die sich nicht alle Orte leisten können. Ausrichter früherer Weltcups wie Brezno-Osrblie, Ridnaun oder Beitostølen richten deshalb heute nur noch Rennen im Rahmen des IBU-Cups aus, weil dort die Anforderungen und der finanzielle Aufwand wesentlich geringer sind als bei einem Weltcup. Die von der IBU geforderten Flächen für Büros und Aufenthaltsräume sind selbst an Orten wie Oberhof, Ruhpolding oder Antholz nicht vollständig vorhanden, weshalb während eines Weltcups zusätzliche, große Festzelte aufgestellt werden. In diesen Zelten befinden sich meist auch die V.I.P.-Bereiche, die Verpflegungs- und Aufenthaltsbereiche für die Helfer sowie ein Restaurant für Besucher.

### Gebäude
In den Richtlinien für das Organisationskomitee sind die Anforderungen an die Gebäude klar definiert. Für die Betreuung des Stadions und der Wettkämpfe sind mehrere Büros mit insgesamt mind. 135 m² gefordert, die alle mit Schreibtischen, Stühlen, Telefonen, Computern, Internetzugang und Faxgeräten ausgestattet sein müssen. Zusätzlich müssen ein Erste-Hilfe-Bereich, ein Lagerraum und Toiletten vorhanden sein. Für die technische Delegation sind vier Büros mit 75 bis 110 m² vorgesehen, ein weiterer Raum für das technische Komitee und ein Lagerraum für deren Ausrüstung muss gestellt werden. Die Zeitnahme beansprucht weitere drei Büros mit insgesamt 55 m². Für Stadionsprecher und für das Personal, das die Bildwände im Stadion betreut, fordert die IBU weitere drei Büros mit insgesamt 70 m². Der Servicebereich umfasst Skiwachskabinen in „ausreichender Menge“, die jeweils mind. 15 bis 20 m² groß sein müssen, einen Aufenthaltsraum für die Athleten und Betreuer mit 100 m², einen Essensbereich mit weiteren 100 m², 50 m² für ein Internetcafé, einen 100 m² großen Aufbewahrungsraum für 250–300 Gewehre, einen 80 m² großen Bereich für Trockenzielübungen sowie mehrere Toiletten. Die IBU beansprucht für eigenes Personal weitere sieben Büros mit insgesamt 120 m². Der Besprechungsraum für die Mannschaftsführersitzung muss 150 m² groß sein, für die Dopingkontrolle sind 90 m² sowie eine eigene, großzügige Toilette vorgesehen. Weitere Flächen müssen für die Helfer samt Küche für 100 Personen sowie die Telekommunikation zur Verfügung gestellt werden.